# Marca de Carniola

Marca de Carniola (Mark Krain) al sureste
(abajo derecha) en el Sacro Imperio Romano Germánico en el siglo. Nótese su capital inicial y origen del nombre, Krainburg/Kranj, y la que después sería su ciudad más grande e importante, Laibach/Liubliana.

La Marca (o Margraviato) de Carniola (en esloveno: Kranjska krajina; en alemán: Mark Krain) fue un estado en el sureste del Sacro Imperio Romano Germánico en la Alta Edad Media, el predecesor del ducado de Carniola. Correspondía, grosso modo, a la presente región central de Carniola de la actual Eslovenia. En el tiempo de su creación, la marca servía como defensa fronteriza contra los reinos de Hungría y Croacia.

## Historia
Antes de la llegada de los romanos (c. 200 a. C.), los taurisci habitaron en el norte de Carniola, los panonios en el sureste, los iapodes o Carni, una tribu céltica, en el suroeste. 
Carniola formaba parte de la provincia romana de Panonia; la parte norte fue unida a Noricum, las partes sudoccidental y sudoriental y la ciudad de Aemona a Venecia e Istria. En el tiempo de Augusto toda la región desde Aemona al río Kolpa pertenecía a la provincia de Savia. 
Después de la caída del Imperio Romano Occidental (476), Carniola fue incorporada al reino de Italia, y (493) bajo Teodorico formó parte del reino ostrogodo. Los carni vivieron entre el alto Sava y el Soča, y hacia finales del siglo VI los eslavos se asentaron en la región llamada por los escritores latinos Carnia, o Carniola significando, "pequeña Carnia", i.e., part de una mayor Carnia. Después el nombre fue cambiado a Krajina o, en alemán, Chrainmark. Los nuevos habitantes estuvieron sujetos a los ávaros, de los que finalmente se desprendieron y se unieron al gran estado eslavo de Samo.

### Fundación
La marca de Carniola al este de las vertientes de los Alpes Julianos probablemente se remonta al siglo noveno, cuando fue formada junto a las marcas de Carintia, Istria, y Panonia. Las más meridionales de estas, Carintia y Carniola, eran especialmente susceptibles a los raids magiares. En 952, Carniola fue puesta bajo la autoridad del ducado de Baviera, como lo estaban Carintia, Istria y la Friul. En 976, el emperador Otón II eligió a su sobrino Otón de Suabia duque de Baviera y separó las marcas del ducado. Hizo a Carintia un ducado por para Enrique el Joven de la dinastía bávara de los Luitpolding, que actuaba como una suerte de "jefe de policías de fronteras", controlando las marcas de Istria, Verona (Friul), y Carniola.
En 1041, el rey Enrique III de Alemania separó Carniola del ducado de Carintia y concedió la marca Víndica al anterior. La razón para la división fue parcialmente consideraciones militares y parcialmente distinciones innatas de la región, cuya característica de colonización alemana difería de la propia Carintia al norte de las montañas Karavanke. Carniola además poblada mayoritariamente por bávaros con una minoría de suabos y retuvo la cultura eslovena mientras que la mayoría de Carintia adoptó la cultura alemana. Las familias bávara más prominentes fueron los Hoflein, Stein, Hertenberg, Reydeck, y Rabensberg, mientras que las familias suabas de los Auersperg, Osterberg, y Gallenberg también eran representadas. Es posible que Carniola incluso tuviera asentamientos germánicos desde el Völkerwanderung, en el pequeño bosque en las cercanías de Gottschee, al sureste de Liubliana.
Inicialmente, el margraviato era fronterizo por Carintia y la Estiria al norte, Croacia y Eslavonia al este, Istria y Dalmacia al sur, y el Friul, Gorizia, Údine y Gradisca al oeste. Las tierras de Carniola estaban informalmente ligadas a las otras marcas del sureste del Imperio en lo que se ha llamado el "complejo austriaco" debido a la supremacía que rápidamente obtuvo Austria sobre las demás y la forma en estas tendieron a seguirla. Debido a esta cohesión informal, Carniola era tratada más como una parte geográfica que como un todo y frecuentemente fue combinada con sus vecinos y concedida como pago por apoyo electoral. Sin embargo, su estatus como la más importante de las marcas del sur le ayudó a retener sus privilegios de marca hasta el siglo XIII y después que otras regiones, especialmente el Friul, las hubieran perdido.

### Gobierno del Patriarcado
El 11 de junio de 1077,  Carniola e Istria fueron transferidas por rey Enrique IV de Alemania al poderoso Patriarcado de Aquilea. Sin embargo, los margraves todavía eran elegidos y el territorio era administrado como una provincia separada. Después de la extinción de la dinastía Turingia de Weimar tras la muerte del margrave Ulrico II en 1112 (pudo haber abdicado de su marca en 1107 o 1108), los patriarcas tomaron el control del gobierno del territorio, contra la resistencia de la renana Casa de Sponheim, duques de Carintia desde 1122. Los patriarcas partieron el territorio entre distintos poderosos feudos, de los que los más prominentes eran los condes de Andechs (después duques de Merania), la dinastía Meinhardiner de Görz, y los Condes de Celje. 
En el siglo XII, la República de Venecia gradualmente adquirió el litoral de Istria y Carniola tomó el control de lo que quedaba de la marca de Istria en torno a Pazin (Mitterburg). Pronto Carniola se extendió sobre la meseta de Kras y tuvo dos pequeñas zonas costeras en el Golfo de Trieste y el Golfo de Kvarner. Alcanzó el valle del Isonzo, pero no hasta el mismo río. Este cambio en su constitución geográfica fue acompañado por el incremento del interés de las potencias vecinas sin salida al mar. En 1245, el Patriarca Bertold otorgó Carniola al duque de la Casa de Babenberg, Federico el Belicoso, con consentimiento real.

### Gobierno de Bohemia
En torno a 1254, Carniola perdió sus privilegios de marca. Cuando Federico el Belicoso murió en 1246, Carniola fue otorgada al último duque de los Sponheim, Ulrico III de Carintia, un primo del patriarca. Ulrico desarrolló Carniola, dotando a la Iglesia de muchas tierras y estableciendo una casa de moneda en Kostanjevica. Proporcionó sus tierras al rey Ottokar II de Bohemia de la dinastía Přemyslida  en 1268. Ottokar también había adquirido Austria con Estiria, y hacia la muerte de Ulrico en 1269 unió Carintia y Carniola a su corona, que ya se extendía hasta Königsberg, que había fundado en su cruzada prusiana. Así Carniola era la posesión más al sur en una línea que se extendía desde el Adriático hasta el mar Báltico
En 1273 Ottokar quedó embrollado en una disputa con el conde Rodolfo de Habsburgo sobre su elección como Rey de los Romanos. Al año siguiente Rodolfo y el Reichstag de Núremberg demandaron que todos los feudos adquiridos durante el interregnum después del emperador Federico II Hohenstaufen en 1250 fueran devueltos a la corona imperial, una demanda que debería aplicarse para Austria, Carintia y Carniola. Ottokar la rechazó, pero fue finalmente puesto bajo prohibición imperial en 1276 y obligado a ceder las tierras, solamente reteniendo  Bohemia y Moravia. Bajo la autoridad de los Habsburgos, Carniola se convirtió en una frontera contra Venecia al oeste mientras que su frontera oriental con Hungría permaneció estable.

### Gobierno austriaco
Rodolfo concedió Carniola a sus hijos  Alberto I y Rodolfo II en 1282 después de reunirse en Augsburgo, pero contrariamente Carniola fue dejada a su aliado el conde Meinhard de Görz-Tirol, duque de Carintia desde 1286. Permaneció bajo la dinastía de los Meinhardiner hasta la muerte del duque Enrique VI de Carintia en 1335. El rey Juan I de Bohemia renunció a sus derechos de herencia y los duques Habsburgos Otón y Alberto II de Austria obtuvieron Carniola a pesar de un acuerdo que Enrique había hecho con el emperador Luis IV de Wittelsbach en donde sus hijas Adelaida y Margarita del Tirol heredarían sus tierras.
El hijo de Alberto, Rodolfo IV de Austria declaró Carniola un ducado en 1365, aunque al igual que sus reclamaciones al título de "Archiduque de Austria", no sería confirmado hasta mucho después: esta vez en 1590. Para el Tratado de Neuberg de 1379, Carniola fue añadida a las posesiones de Austria Interior de la dinastía de los Habsburgo.

## Lista de margraves
- Poppo I, 1040-1044, Conde de Weimar, también Margrave de Istria desde 1012
- Ulrico I, 1045-1070, hijo, Conde de Weimar, también Margrave de Istria desde 1060
- Poppo II, 1070-1098, hijo,  también Margrave de Istria desde 1096
  - Ulrico II, 1098-1107, hermano, Conde de Weimar, también Margrave de Istria

Casa de Sponheim:
- Engelberto I, 1107-1124, también Margrave de Istria, Duque de Carintia desde 1122
- Engelberto II, 1124-1173, hijo, también Margrave de Istria

Casa de Andechs:
- Bertoldo I, 1173-1188, también Margrave de Istria

Duques de Merania:
- Berthold II, 1188-1204
- Enrique, 1204-1228
- Otón I, 1228-1234
- Otón II, 1234-1248

Casa de Babenberg:
- Federico II el Belicoso, 1245-1246, Duque de Austria y Estiria desde 1230

Casa de Sponheim:
- Ulrico III, 1248-1269, también Duque de Carintia desde 1256

Dinastía Přemyslida:
- Ottokar II, 1269-1276, Rey de Bohemia, también Duque de Austria, Estiria y Carintia

Casa de Habsburgo:
- Rodolfo, 1276-1286, rey alemán (Rey de  Romanos) desde 1273, también Duque de Austria, Estiria y Carintia hasta  1282

Dinastía Meinhardiner:
- Meinhard, 1286-1295, Conde de Tirol desde 1258, también Duque de Carintia
- Enrique, 1295-1335, hijo, también Rey de Bohemia 1306 y 1307-10, Duque de Carintia y Conde de Tirol

Casa de Habsburgo:
- Alberto II, 1335-1358, nieto del rey Rodolfo, Duque de Austria y Estiria desde 1330, también Duque de Carintia
- Rodolfo IV, 1358-1364, hijo, también Duque de Austria, Estiria y Carintia, Conde de Tirol desde 1363. Se declaró a sí mismo "Duque de Carniola" en 1364.